# لاك ديسبيناسي (كيبك)
لاك ديسبيناسي (بالإنجليزية: Lac-Despinassy, Quebec)‏ هي بلدية محلية في كيبيك تقع في كندا في Abitibi Regional County Municipality. يقدر عدد سكانها بـ 15 نسمة ومساحتها 1,856.10 كم2 .